# Triecphorella
Triecphorella is een geslacht van halfvleugeligen uit de familie schuimcicaden (Cercopidae). De wetenschappelijke naam van dit geslacht is voor het eerst geldig gepubliceerd in 1933 door Nast.

## Soorten
Het geslacht Triecphorella  is monotypisch en omvat slechts de volgende soort:
- Triecphorella kirschbaumi Metcalf, 1955